# Ramal de Mora

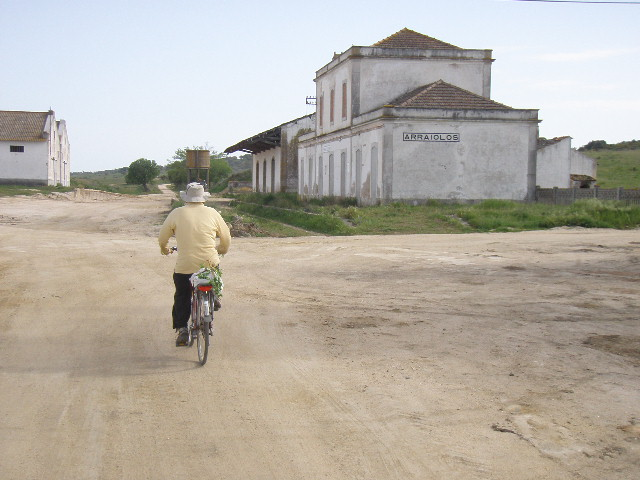
Antigua estación de Arraiolos, actualmente retirada del servicio.

El Ramal de Mora, conocido originalmente como Línea de Ponte de Sor y Línea de Mora, es un ferrocarril portugués extinto, con cerca de 60 kilómetros de extensión, que unía la ciudad de Évora a la villa de Mora, sirviendo varias poblaciones de los ayuntamientos de Évora, Arraiolos y Mora; fue inaugurado en 1908.

## Historia

### Antecedentes
El ramal de Évora del Ferrocarril del Sur (posteriormente denominado Línea del Sur y Línea del Alentejo) fue completado el 14 de septiembre de 1863, con la llegada a Évora; el gobierno contrató,  el 21 de abril del año siguiente, con la Compañía de los Ferrocarriles del Sudeste, que había construido esta conexión, para, entre otros proyectos, continuar la Línea de Évora hasta Crato, en la Línea del Este, al tener esta línea acceso directo a la red ferroviaria española, en Badajoz. No obstante, el proyecto original para la continuación de la Línea de Évora pasaba por Estremoz, lo que provocó protestas por parte de los militares, que consideraban que una línea al pasar tan próxima de la frontera sería prejudicial para la defensa del país; por otro lado, este ferrocarril estaba, en gran parte, dentro de la zona tributaria de la Línea del Este. Debido a problemas financieros, la Compañía del Sudeste no pudo continuar los proyectos ferroviarios contratados, por lo que el gobierno asumió, después de varios concursos sin resultados, las obras en aquellos tramos.

### Planificación, construcción e inauguración
De esta forma, se tornó necesario crear un trazado alternativo, que uniese las dos líneas, pero que se situase más en el interior del país; así, en el Plan de la Red Ferroviaria al Sur del Tajo, documento oficial, publicado en 1902, con los proyectos ferroviarios de la región  al Sur del Río Tajo, figuraba un ferrocarril denominado Línea de Ponte de Sor, entre Évora, en la línea con el mismo nombre, y Ponte de Sor, en la Línea del Este. Por otro lado, este trazado sería de construcción mucho más fácil, y suprimía la falta de buenas vías de comunicación en aquellas regiones.
La construcción de este ramal fue autorizada por una ley del 1 de julio de 1903, y los diversos tramos fueron aprobados por las circulares del 29 de marzo y 22 de agosto de 1904; el primer tramo, hasta la localidad de Arraiolos, fue inaugurado el 21 de abril de 1907, llegando la línea hasta Mora el 11 de julio de 1908.
En 1950, este ramal pasó a formar parte de un régimen de explotación económico.

### Cierre
La escasez de pasajeros y de mercancías fue la razón apuntada para el cierre definitivo de la línea en 1990, siguiendo la justificación para el cierre de los varios centenares de kilómetros de vía férrea cerrada entre 1987 y 1992. Lo que era un hecho es que los horarios eran pocos y desajustados, obligando a los usuarios a buscar otras alternativas. Pocos años después los carriles fueron retirados.